# Обсада на Царевец (1598)
Обсадата на Царевец е сражение между български въстаници и редовна османска войска, завършило с завладяването на крепостта от турските власти и потушаването на първото търновско въстание.
След краткото си стълкновение с османците при Силистра, влашките войски се оттеглят, а българските въстаници в Търновград са подложени на засилена атака от редовната войска на Османската империя. Бунтуващите се българи се укрепяват зад стените на древната си престолина. Българската столица е превзета и разорена, съпротивляващите се въстаници са избити, а мирното население – поробено. Дионисий Рали и Теодор Балина успяват да оцелеят и се оттеглят, намирайки убежище на север от Дунав.